# Кёгль, Людвиг
Людвиг Кёгль (нем. Ludwig Kögl; род. 7 марта 1966, Пенцберг, Бавария) — немецкий футболист, игравший на позиции полузащитника.

## Клубная карьера
Молодёжную карьеру провёл в «Пенцберге» и «Старнберге». Профессиональную карьеру начал в «Мюнхен 1860», где провёл сезон 1983/84. С 1984 по 1990 года выступал за «Баварию», где помог клубу достичь многих трофеев и забил в финале Кубка европейских чемпионов 1986/87, но это не помогло клубу уйти от поражения от португальского клуба «Порту». Следующие 6 сезонов провёл в «Штутгарте», где также сыграл более 100 матчей. В 1996 году перешёл в швейцарский клуб «Люцерн». Карьеру завершил в 2001 году, выступая за «Унтерхахинг».

## Карьера за сборную
Дебют за национальную сборную ФРГ состоялся 15 июня 1985 года на международном турнире "Ацтека 2000" против хозяев турнира — сборной Мексики (0ː2). Всего Кёгль провёл 2 матча за сборную.

## Достижения
- Чемпион Германии:  1984/1985, 1985/1986, 1986/1987, 1988/1989, 1989/1990, 1991/1992
- Обладатель Кубка Германии: 1985/86
- Финалист Кубка европейских чемпионов 1986/87